# Astro Boy: Omega Factor
Pour les articles homonymes, voir Astro et Astro Boy (homonymie).
Astro Boy: Omega Factor (Astroboy Tetsuwan Atom: Atom Heart no Himitsu en japonais) est un jeu vidéo développé conjointement par le studio Hitmaker de Sega et la compagnie Treasure.
Sorti au Japon sur Game Boy Advance en 2003, ce jeu met en scène les aventures d'Astro, le héros de Osamu Tezuka. Il sera distribué en Europe quatorze mois plus tard dans une version légèrement améliorée.

## Système de jeu
Astro Boy mélange des phases de beat them all et de shoot them up au sein de sept niveaux variés et colorés.
La version européenne se distingue de la version originale japonaise par la possibilité de choisir un niveau de difficulté plus élevé ainsi que par la présence d'une jauge de vie pour les nombreux bosses du jeu.

## Accueil
- Jeuxvideo.com : 15/20[1]